# Битка при Мал Тиемпо
Битката при Мал Тиемпо е част от войната за независимост на Куба, която се провежда на 15 декември 1895 г. на няколко километра от Крусес, провинция Санта Клара.
Тази победа се счита за една от най-важните от Настъплението от Изток на Запад в Куба, поради политическите, военните и икономическите последици в полза на активистите за независимост.

## Предпоставки
Битката е класифицирана като една от най-важните в борбите за кубинска независимост. Тя е водена от генералисимус Максимо Гомес и неговия генерал-лейтенант Антонио Масео. В похода си от Изток, Арсенио Мартинес Кампос, ключова фигура в рамките на испанската колониална система на острова разбира, че настъплението на Освободителната армия е неизбежно и в отчаян опит да спре бунтовническия натиск, той концентрира голям брой войски в района на Крусес.

## Битка
Районът Мал Тиемпо е мястото, което позволява на кубинците да демонстрират патриотизма, който ги подхранва. Тактическата интелигентност на генералисимус Максимо Гомес и храбростта на хората му допринасят за успеха. Масео е в челните редици на кавалерията.
По време на битката Освободителната армия причинява около 300 жертви на испанската армия. Силите за независимост съобщават само за четирима загинали и същия брой ранени. Точната военна стратегия на генералисимус Гомес и храбростта и бойното разположение на неговите войници са изпитани.
Много кубинци, свързани със захарната индустрия, вдъхновени от триумфа на Мал Тиемпо спират работа по подготовката на реколтата и демонтират машините на захарните мелници. Кубинците също пленяват оборудване от испанците като оръжия, амуниции, мулета и коне. Този факт представлява тежък икономически удар за испанските колонизатори в региона. Дни след 15 декември испанската армия претърпява още една поредица от поражения, причинени от креолските бунтовници, въпреки че битката при Мал Тиемпо е от съществено значение за напредъка на инвазията на запад от остров Куба.